# Love Live! 學園偶像祭 ALL STARS
《Love Live! 學園偶像祭 ALL STARS》是原先由KLab开发，後轉交MyNet Games開發、武士道运营的手机节奏冒险角色扮演遊戲，为Love Live!系列作品。於2019年9月26日於日本推出，並於2023年6月30日結束營運。

## 開發
游戏情报于2017年9月21日在东京电玩展首次公开。游戏原定于2018年发布，但因“3D舞蹈模型需要改进”而延期至2019年发行。
游戏于2019年9月17日开始事前登录，并计划于同年9月30日正式在日本上线；最终提前四天，于9月26日正式发行。另外，包含英文、韩文、繁体中文和泰文的国际版也于2020年2月25日推出。而简体中文版已于2020年4月14日获得上海版权局的引进许可，仍由代理前作《Love Live! 学园偶像祭》的盛趣代理发行，2020年8月14日開始事前預約，2020年9月16日开始第一次不计费删档测试，2021年5月28日游戏正式推出。
2022年1月6日，日本版與國際版的遊戲發行商由KLab改為武士道，開發商由KLab改為MyNet Games。
2023年4月30日，公布遊戲將於同年6月30日停止營運。其立繪也將不再使用，惟沒有說明關閉原因。
2023年6月29日，遊戲正式停止營運的前一天，由前田佳織里、久保田未夢、內田秀三人主持感謝生放送。
2023年6月30日，日本時間下午4點整，遊戲正式停止營運。值得一提的是，作為該作品角色的楠木燈版優木雪菜也正式從企劃中畢業。惟官方Twitter 及網站目前沒有關閉的打算。

## 游戏内容
游戏的口号为“和你一起实现夢想”（あなたと叶える物語），Love Live!系列的三校组合（μ's、Aqours、虹咲學園學園偶像同好會）共计30名學園偶像在游戏中作为同時期的團體共同登場。
“养成”是本作的重要环节。游戏中以“特训树”的形式培养偶像。玩家可通过演唱会、合宿等提升人物等级及技能，同时获得奖励。“演唱会”（ライブ）同样是游戏的主要部分。本作的演唱会模式提供3D舞蹈动画（也可切换为2D模式）。另外，本作的演唱会模式抛弃了《Love Live! 学园偶像祭》系列一贯使用的九键角色图标，改以点按屏幕内的有效区域（即非作战切换键，暂停键以及SP半圆外的区域）判定。与传统的音乐游戏不同的是，每次点击图标都会消耗一定体力值（无论判定结果如何），玩家需要选择合适的编组或采取其它策略避免损失；另外演唱会中有可能会触发“表现机会”（appeal chance），玩家需要在规定时间内达成任务，若达成任务可获得大量热度值，否则会扣减大量体力值；一旦体力值降至0，演唱会即告失败。游戏完成后会对玩家的积分、连击数等进行统计，并给予玩家相应奖励，同时成员的“绊”值（キズナポイント）也会提升。当成员的“绊等级”提升至相应等级后，可花费角色碎片等其他道具对这名偶像的所有已拥有卡片进行永久强化，如提升卡片最大等级或是增加相应数值。另外，游戏也繼承了《Love Live! 学园偶像祭》的故事、招募、卡片稀有度等方面的要素。